# 李赞周
李赞周（1920年7月18日—2014年2月4日），原名占周，辽宁辽阳人，中國大陸國畫畫家。

## 生平
九一八事变后，跟随父母逃难至北京。毕业于国立北平艺术专科学校。期间他师从王雪涛，精通于花鸟草虫图，晚年画有《荷香万里图》。2014年2月4日死于辽宁辽阳。